# Уитлок, Кэти
Кэти Уитлок (Cathy L. Whitlock) — американский учёный в области наук о Земле, специалист по антропогену, палеоэкологии и палеоклиматологии. Член Национальной АН США (2018), доктор философии (1983), регент-профессор Университета штата Монтана, где трудится с 2004 года и также состоит фелло Института экосистем (Montana Institute on Ecosystems), содиректором-основателем которого являлась с 2011 по 2017 год, и заведует лабораторией палеоботаники, которую создала; в 1995—2005 гг. профессор Орегонского университета.

## Биография
Выросла в Сиракузах (Нью-Йорк) и Денвере (Калифорния).
Когда ей было 14 лет, её семья перебралась в Колорадо.
Окончила Colorado College (бакалавр геологии magna cum laude, 1975). В Вашингтонском университете получила степени магистра (1979) и доктора философии (1983) геологических наук, специализировалась по палеоэкологии. В 1983-84 гг. исследовательский фелло-постдок НАТО на кафедре ботаники дублинского Тринити-колледжа. В 1984—1990 гг. сотрудница Музея естественной истории Карнеги. В 1988—1990 гг. также ассистент-профессор Питтсбургского университета. В 1990—2007 гг. в штате Орегонского университета: первоначально ассоциированный профессор, в 1995—2005 гг. полный профессор, в 1999—2004 гг. заведовала кафедрой географии. С 2004 г. профессор, с 2018 г. регент-профессор Университета штата Монтана, в 2011—2017 гг. содиректор-основатель там Института экосистем (Montana Institute on Ecosystems). Ведущий автор Montana Climate Assessment (2017).
Являлась президентом American Quaternary Association. Фелло Американской ассоциации содействия развитию науки (2011) и Геологического общества Америки (2017). Супруг Bob Gresswell.
Автор более 200 работ, в частности в Nature, Science, Ecology, PLOS One, BioScience.